# Цутия (род)
Род Цутия (яп. 土屋氏) — японский самурайский род .

## История
Клан Цутия ведет своё происхождение от Минамото Ясудзи и Сэйва-Гэндзи. Цутия Таданао (1582—1612) в 1602 году получил во владение сёгуната Токугава домен Курури-хан в провинции Кадзуса с доходом 20 000 коку. Его потомки управляли княжеством до 1679 года, когда Цутия Наоки (1634—1681), 3-й даймё Курури-хана (1675—1679), был отстранен от власти из-за безумия, а его сын был понижен до статуса хатамото (3 000 коку).
В 1669 году Цутия Кадзунао (1608—1679) был назначен даймё Цутиура-хана в провинции Хитати с доходом 45 000 коку. Ему наследовал его сын, Цутия Масанао (1641—1722), 2-й даймё Цутиура-хана (1679—1682). В 1682 году он был переведен в Танака-хан в провинции Суруга (1682—1687). Цутия Масанао также занимал должности дзёдая Осаки (1684—1685) и сёсидая Киото (1685—1687).
В 1687 году в Цутиура-хан был возвращен Цутия Масанао (1641—1722), правивший в Танака-хане в 1682—1687 годах. Он занимал должность родзю в правление четырёх сёгунов, его доход был увеличен до 95 000 коку риса. Род Цутия управляли княжеством Цутиура в течение следующих десяти поколений вплоть до Реставрации Мэйдзи.
После Реставрации Мэйдзи глава клана Цутия получил титул виконта в новой японской аристократической системе (кадзоку).

## Представители клана
- Цутия Масацугу (ум. 1575), один из военачальников Такеда Кацуёри, погиб в битве при Нагасино
- Цутия Таданао (1582—1612), 1-й даймё Курури-хана (1602—1612)
- Цутия Наоки (1634—1681), 3-й даймё Курури-хана (1675—1679), отстранен от должности из-за безумия
- Цутия Кадзунао (1608—1679), 1-й даймё Цутиура-хана (1669—1679)
- Цутия Масанао (1641—1722), даймё Цутиура-хана (1679—1682), Танака-хана (1682—1687) и Цутиура-хана (1687—1719)
- Цутия Сигенао (1852—1892), последний даймё Цутиура-хана (1868—1871).